# 610
Cette page concerne l'année 610  du calendrier julien. Pour l'année 610 av. J.-C., voir 610 av. J.-C. Pour le nombre 610, voir 610 (nombre).
L'année 610 est une année commune qui commence un jeudi.

## Événements
- 18 avril : Sergius (Serge) devient patriarche de Constantinople (fin en 638)[1].
- Avril-mai[2] : le roi des Wisigoths Wittéric est assassiné à Tolède par une faction catholique au cours d'un banquet. Gundemar, duc de Narbonne, est proclamé roi[1] (fin de règne en 612).
- 10 août[3] (ou Juillet[4]) : Mahomet, fondateur de l'islam, reçoit en songe un premier message prophétique dans une caverne du mont Hira. Il convertit ses proches (610-612)[5].
- Septembre : soulèvement sanglant des Juifs à Antioche. Le patriarche Anastase est tué[6].
- 4 octobre : Héraclius le Jeune, fils de l’exarque de Carthage, arrive à Constantinople avec une flotte[1]. Il renverse Phocas qui est massacré par la foule.
- 6 octobre : Héraclius est couronné empereur byzantin par le patriarche Sergius (fin de règne en 641)[1]. Il fonde une nouvelle dynastie. Les règles de succession au trône sont modifiées : il cesse de choisir un césar, comme le prévoyait le système tétrarchique de Dioclétien, pour associer au trône ses fils Constantin (613) et Héraclonas (638). Héraclius prend le premier le titre de basileus.
- 23 octobre :  l’archevêque de Tolède est reconnu comme métropolitain par les évêques de la province de Carthagène[7].

- Le général perse Chahin prend Chalcédoine aux Byzantins[6].
- Les Avars ravagent le Frioul[8], rompant leur alliance avec les rois lombards. Ils se heurtent au duc Gisulf[9].
- Thibert II d’Austrasie envahit l'Alsace, possession de son frère Thierry II[10]. Une assemblée générale convoquée à Selz doit fixer les limites des deux royaumes. Thibert s’y rend avec une forte armée. Thierry, qui n'a amené que 10 000 hommes (sic) est contraint de céder l’Alsace à son frère. Il perd aussi le Toulois, la Champagne de Troyes, le Saintois, et le Thurgau au-delà du Jura[11].
- Les Alamans ravagent la région d'Avenches. Ils battent à Wangas (Wangen ou Aarwangen) deux comtes francs de Transjurane et occupent le pays[12]. La ville romaine d'Aventicum est peut-être abandonnée à cette époque[13].
- Le roi Thierry II et Brunehilde expulsent le moine irlandais Colomban et ses compagnons irlandais et bretons du monastère de Luxeuil. Les exilés embarquent à Nantes mais une tempête les renvoient sur la côte. Colomban se rend auprès de Clotaire II en Neustrie puis à Metz en Austrasie auprès de Thibert II. De là il se rend à Brégence près de Constance (612)[14].
- Fondation de Gall, par des moines irlandais[15].

## Décès en 610
- 25 juillet : Glossinde, religieuse bénédictine messine du VIe siècle, fondatrice de l'abbaye Sainte-Glossinde (vers 580).
- 6 octobre : Phocas (Phokas), empereur byzantin[6].